# Alpina faucium
Alpina faucium là một loài bướm đêm trong họ Geometridae.